# توفند سندی

نمای ماهواره‌ای از توفان سندی در ۲۸ اکتبر

طوفان سندی (به انگلیسی: Hurricane Sandy) توفند بسیار شدیدی بود که در تاریخ ۲۲ اکتبر ۲۰۱۲ از دریای کارائیب آغاز و با سرعت رده یک و دو مقیاس SSHS سواحل جامائیکا، هائیتی، باهاما، کوبا و جمهوری دومینیکن را طی نموده و سپس بطرف سواحل شرقی و شمال شرقی آمریکا کشیده شد. گسترهٔ آن در ۲۴ ایالت آمریکا مشاهده شده و این بزرگترین توفندی است که وقوع آن در اقیانوس اطلس ثبت شده‌است. در تاریخ ۲۹ اکتبر با سرعت ۱۴۰ کیلومتر در ساعت به نیویورک و نیوجرسی رسیده و در این مناطق تدابیر پیشگیرانه و دفاعی از قبل اتّخاذ شده و کلّیهٔ پروازها از اروپا به نیویورک، بالتیمور و واشینگتن قطع، و مترو و مدارس شهر تعطیل شده بود. در شامگاه ۲۹ اکتبر در نیویورک و نیوجرسی خرابی بسیار بار آورده و سیلاب وارد متروی منهتن جنوبی شده و برق شهر قطع گردید.

## مشخصات توفند سندی

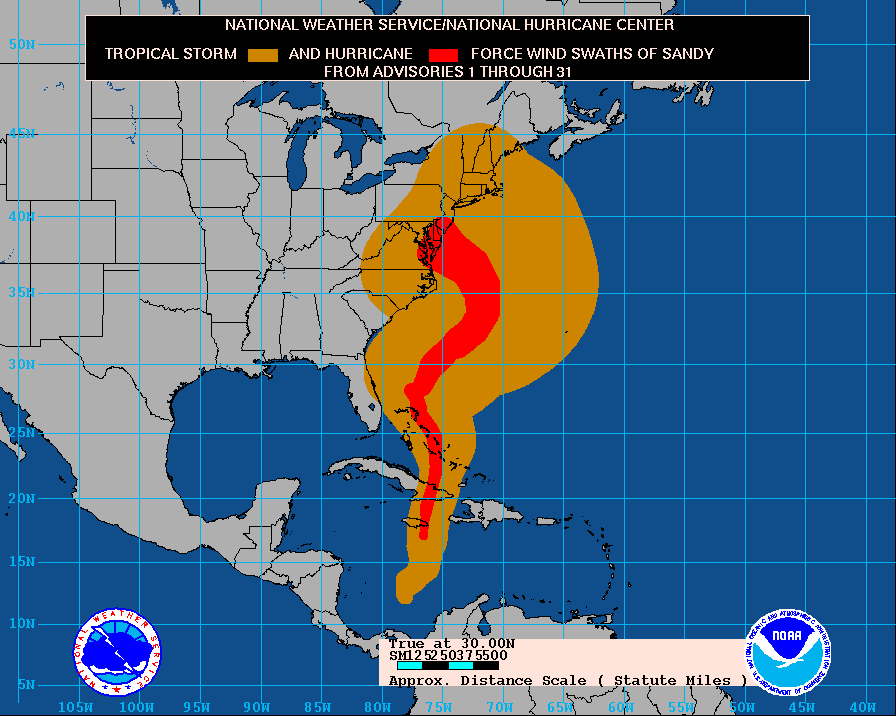
مسیر طوفان سندی.

- سرعت باد: ۶۴–۱۴۰ کیلومتر در ساعت
- حداقل فشار مرکزی: ۹۹۲ میلی بار
- طول باد مؤثر: ۱۷۷۰ کیلومتر[۳]

## آماده باش
هنگامی که در ۲۲ اکتبر، طوفان کارائیب به صورت توفند درآمد، دولت جامائیکا ابتدا وضعیت «مشاهده» توفند (tropical storm watch) و فردای آنروز «اخطار» توفند (tropical storm warning) را در تمام کشور اعلام کرد. سپس در باهاما و ایالات متحده آمریکا وضعیت فوق‌العاده اعلام گردید. «اداره هواشناسی ملی آمریکا» و «مرکز توفند ملی» اخطارهای لازم را صادر نمودند.
کلیه پروازهای مسافری از مقصد اروپا به مناطق شرقی و شمال شرقی آمریکا لغو گردید و نزدیک به ۵۰۰۰ پرواز انجام نشد. گارد ملی و نیروی هوائی ۴۵۰۰۰ نفر از نیروهای خود را در هفت ایالت بحال آماده باش درآوردند.
کلیهٔ مدارس و دانشگاه‌ها تعطیل و بورس نیویورک بمدت سه روز تعطیل گردید.

## اثرات
| کشور                | مرگ ومیر | گمشدگان | خسارت مالی (دلار)     | منبع          |
| ------------------- | -------- | ------- | --------------------- | ------------- |
| ایالات متحده آمریکا | ۱۱۹      | ۱       | ۵۰ میلیارد (تخمینی)   | [ ۵ ] [ ۶ ]   |
| هائیتی              | ۵۴       | ۲۱      | ۷۴ میلیون             | [ ۷ ] [ ۸ ]   |
| کوبا                | ۱۱       | ۰       | ۲ میلیارد             | [ ۵ ] [ ۹ ]   |
| باهاما              | ۲        | ۰       | ۳۰۰ میلیون (تخمینی)   | [ ۵ ] [ ۱۰ ]  |
| کانادا              | ۲        | ۰       | نامشخص                | [ ۱۱ ] [ ۱۲ ] |
| جمهوری دومینیکن     | ۲        | ۰       | نامشخص                | [ ۵ ]         |
| جامائیکا            | ۱        | ۰       | ۵۵٫۲۳ میلیون (تخمینی) | [ ۵ ] [ ۱۳ ]  |
| برمودا              | ۰        | ۰       | نامشخص                | [ ۵ ]         |
| جمع                 | ۱۹۱      | ۲۲      | >۵۲میلیارد (تخمینی)   |               |

### فلوریدا
توفند سندی باعث  وزش  بادهای شدید و طوفان‌های مختصر در جنوب فلوریدا شده بود. در امتداد ساحل شهرستان میامی ارتفاع امواج به 3 متر و در شهرستان پالم بیچ به 6متر می‌رسیدند. به دلیل به زیر آب و شن رفتن جاده ایالتی A1A  در شمال شهرستان بروارد بیش از 3 کیلومتراز جاده برای کل آخر هفته بسته شد. علاوه بر این، سیل ساحلی در برخی مناطق به داخل خشکی پیشروی کرده و باعث آسیب در برخی خانه ها شد. چندین خانه ساحلی در مانالاپان، که در شهرستان پالم بیچ واقع شده است به دلیل سیل در معرض فرسایش قرار گرفتند.همچنین اسکله Lake Worth نیز به دلیل برخورد امواج آسیب دید. تنها در شهرستان پالم بیچ، خسارت به 14 میلیون دلار می‌رسید.همچنین وقوع سیل و تندباد ها در جنوب این ایالت  باعث  فرسایش مناطق ساحلی می‌شدند.از دیگر اثرات این توفند میتوان به قطع برق در سرتاسر منطقه اشاره کرد.

### مریلند و واشنگتن دی سی
دادگاه عالی و  دفتر مدیریت پرسنل دولت ایالات متحده در 30 اکتبر بسته شده و مدارس نیز به مدت دو روز تعطیل شدند. قطار سریع السیر ویرجینیا در 30 اکتبر بسته شدند ، و متر و خدمات قطار و اتوبوس از ساعت 2 بعدازظهر تا زمان بسته شدن سیستم باز می‌شد.
در  ردهاوس در مریلند 66 سانتی متر ودر دریاچه آلپاین در ویرجینیای غربی 61 سانتی متر برف بارید. حداقل 30 متر از یک اسکله ماهیگیری در Ocean City تخریب شد. به گفته فرماندار مارتین اومالی نیمی از اسکله بین رفته است. در طول طوفان، شهردار سالیزبری یک وضعیت اضطراری و قانون منع آمد و شد را وضع کرد. فاضلاب تصفیه نشده با سرعت 2 میلیون گالن در ساعت به دلیل قطع برق در کانتی هوارد به درون منابع آب ریخته میشد که کارگزان سعی در توقف آن داشتند اما مشخص نیست چه مقدار فاضلاب به رودخانه کوچک پاتوکسنت سرازیر شده است. همچنین برق بیش از 311000 نفر از مشترکان بدلیل وقوع طوفان قطع شده بود.

### نیوجرسی
در این ایالت نیمی از شهر 50000نفری  هوبوکن دچار سیل شد که مجبور شدند دو ایستگاه آتش نشانی خود، مقر اورژانس و بیمارستان را تخلیه کنند. با قطع دسترسی شهر به بیمارستان‌های منطقه و کمک‌ها در جهت اطفاء حریق، شهردار شهر از گارد ملی  درخواست کمک کرد.  مقامات در شهرستان برگن ،پس از جاری شدن سیل در چندین محله، ساکنان را از آن تخلیه کردند. به گفته رئیس ستاد پلیس،جین باراتا، ارتفاع  آب در خیابان‌های Moonachie و Little Ferry  به 1.5 متر می‌رسید. وی همچنین اشاره کرد که این سه شهر در اثر سیل ویران شده اند. در اوج طوفان، برق بیش از 2600000 مشترک قطع شده بود. همچنین 43 مورد مرگ ناشی از طوفان سندی دراین ایالت گزارش شده و حجم خسارات در ایالت 36.8 میلیارد دلار برآورد شده است.

### نیویورک
فرماندار نیویورک اعضای گارد ملی را برای کمک به ایالت فراخواند. اثرات طوفان در بخش شمالی شامل چند بخش سیل زده و سقوط چند درخت  بود که نسبت به شهر نیویورک بسیار محدودتر بود. شرکت‌های خدمات شهری منطقه روچستر گزارش دادند که در هفت شهرستان تقریبا برق 19000 مشترک قطع شده بود .با این حال، در کل ایالت، بیش از 2,000,000 مشترک در اوج طوفان بدون برق بودند.
طبق اعلام شهردار نیویورک ،مایکل بلومبرگ ، مدارس دولتی نیویورک در روزهای سه‌شنبه، 30 اکتبر و چهارشنبه، 31 اکتبر تعطیل شدند، اما آنها تا جمعه، 2 نوامبر بسته بودند. دانشگاه شهر نیویورک و دانشگاه نیویورک کلیه کلاس‌ها و فعالیت‌های دانشگاه را برای 30 اکتبر لغو کردند. بورس اوراق بهادار نیویورک به مدت دو روز برای معاملات بسته شد، که اولین تعطیلی  بدیلیل بدی آب و هوای از سال  1985بود. همچنین اولین دو روز تعطیلی بابت بدی آب و هوا از زمان کولاک بزرگ سال 1888 بود.
به گفته سازمان حمل و نقل شهری، ویرانی ناشی از این طوفان بدترین فاجعه در تاریخ 108 ساله سیستم متروی شهر نیویورک بوده است. بیش از 10 میلیارد گالن فاضلاب تصفیه نشده و نیمه تصفیه شده توسط طوفان رها شد که 94 درصد از آن به آب های داخل و اطراف نیویورک و نیوجرسی رفت. موج طوفان اقیانوس باعث خسارات قابل توجه سیل به خانه ها، ساختمان ها، جاده ها، پیاده روها و تأسیسات حمل و نقل در مناطق کم ارتفاع ساحلی در بخش های بیرونی کوئینز، بروکلین و استاتن آیلند شد.کمبود گاز در سراسر منطقه منجر شد که دولت فدرال ایالات متحده تلاش هایی برای فراهم آوردن بنزین و راه اندازی کامیون های توزیع  سیار شد که در آن مردم می توانستند تا 10 گالن گاز را به صورت رایگان دریافت کنند. شهردار بلومبرگ در روز پنجشنبه، 8 نوامبر، اعلام کرد که  از 9 نوامبر تا اطلاع ثانوی سهمیه بندی بنزین بصورت زوج و فرد اعمال خواهد شد.
در 26 نوامبر، فرماندار کومو سندی را «تاثیرگذارتر» از طوفان کاترینا خواند و هزینه‌های نیویورک را 42 میلیارد دلار تخمین زد. در سال 2016، مشخص شد که این طوفان بدترین طوفان از سال 1700 بوده است.

### کانادا
توفند سندی باعث وزش  بادهای شدیدی در امتداد دریاچه هورون و خلیج گرجی شد که سرعت این تندبادها  به 105 کیلومتر در ساعت میرسید( که البته این رقم در بالای پل بلوواتر به 121 کیلومتر در ساعت رسید) . وزش این باد ها باعث شد که یک زن پس از اصابت یک قطعه آوار در تورنتو جان باخت. برق حداقل 145000 مشترک در سرتاسر انتاریو قطع شد که یک کارگر در حین کار برای بازیابی برق در سارنیا دچار برق گرفتگی شد. برق حدود 49000 خانه و کسب و کار نیز در کبک در طول طوفان قطع شد که نزدیک به 40000 نفر از آنها در منطقه Laurentides  بوده و همچنین برق بیش از 4000 مشتری در شهرک های شرقی و 1700 مشترک هم در مونترال. صدها پرواز نیز لغو شدند. برآورد اولیه از خسارت توسط اداره بیمه کانادا بیش از 100 میلیون دلار ارزیابی شد.

## پیامد‌ها

### عواقب سیاسی
وقوع طوفان سندی باعث ایجاد بحث های سیاسی زیادی شد. بسیاری از دانشمندان معتقدند گرمایش اقیانوس ها و ایجاد رطوبت بیشتر در جو باعث تشدید طوفان ها شده و علاوه بر این افزایش سطح دریاها نیز اثرات طوفان در سواحل را بدتر می کند. در نوامبر 2012، هنری واکسمن نماینده  دموکرات کالیفرنیا در کمیته انرژی و تجارت  کنگره، درخواست جلسه استماع در مورد ارتباط بین تغییرات آب و هوا و طوفان سندی شد.برخی از خبرگزاری ها طوفان را سورپرایز اکتبر  در انتخابات ریاست جمهوری 2012 ایالات متحده نامیدند,چرا که دموکرات‌ها و جمهوری‌خواهان یکدیگر را به سیاسی کاری در مورد طوفان متهم می‌کردند.

طوفان یک هفته قبل از انتخابات ایالات متحده، ایالات متحده را درنوردید و کمپین ریاست جمهوری را در مناطق آسیب دیده از طوفان تحت تاثیر قرار داد. فرماندار نیوجرسی کریس کریستی که یکی از حامیان برجسته میت رامنی بود از باراک اوباما و واکنش او در برابر  طوفان تمجید کرده و به همراه رئیس جمهور از مناطق آسیب دیده در برابر طوفان در ایالت خود دیدار کرد.طبق گزارش‌ها ممکن بود که این توفند بر نتایج انتخابات در چندین ایالت تاثیر بگذارد.. به نوشته نشریه اکونومیست هوا قبل از انتخابات خوب و صاف خواهد بود اما وقوع توفند در حضور رای دهندگان اولیه اثر‌گذار خواهد بود.خبرگذاری ABC پیشبینی کرد که ممکن است با پاکسازی جاده‌ها و بازیابی سریعتر برق در مناطق شهری این تاثیر خنثی شود.طوفان باعث بروز بحث هایی در مورد پیشنهاد حذف بودجه آژانس مدیریت فوریت های فدرال (FEMA)توسط میت رامنی، نامزد حزب در مناظرات ریاست جمهوری شد.که روز بعد، کمپین رامنی قول داد که بودجه FEMA را حفظ کند. ، اما توضیح نداد که چه بخش های دیگری از بودجه فدرال را برای پرداخت آن کاهش می دهد.
اوباما در کنفرانس خبری خود در 14 نوامبر 2012 بیان داشت: "ما نمی توانیم هیچ رویداد آب و هوایی خاصی را به تغییرات اقلیمی نسبت دهیم. آنچه می دانیم این است که درجه حرارت در سراسر جهان سریعتر از آنچه که حتی 10 سال پیش پیش بینی می شد افزایش می یابد. می‌دانیم که کوه های یخی قطب شمال سریع‌تر از آنچه که حتی پنج سال پیش پیش‌بینی می‌شد در حال ذوب شدن هستند. من اعتقاد راسخ دارم که تغییرات آب و هوایی واقعی است و تحت تأثیر رفتار انسان و انتشار کربن است."
در 30 ژانویه 2015، پس از آنکه بخش مهندسی ارتش گزارشی از توفند سندی در مورد خطرات سیل در 50200 کیلومتراز سواحل اقیانوس اطلس شمالی را بررسی می کرد منتشر کرد ، رئیس جمهور یک دستور اجرایی مبنی بر این  که آژانس های فدرال، ایالت ها و دولت های محلی باید بودجه فدرال را برای اتخاذ تدابیر و آئین نامه های ساختمانی سختگیرانه تر صرف کنند صادر کرد چرا که دوره بازگشت سیل های آینده به دلیل تغییرات آب کوتاهتر  و اثرات آن شدیدتر خواهد بود.

### خسارات مستقیم
برآورد تخمین‌های اولیه حاکی از زیان‌های اقتصادی مستقیم حدود 20 تا 50 میلیارد دلار بود که بعداً مشخص شد که کمتر از میزان واقعی است. زیان‌های مستقیم در نیویورک حدود 32.8 میلیارد دلار برای تعمیر و بازسازی بوده است. حدود305,000 خانه در ایالت نیویورک تا 26 نوامبر 2012 آسیب دیده یا تخریب شدند که منجر به حدود 9.7 میلیارد دلار زیان شده است که بدلیل تمرکز حجم بالایی از سرمایه(بالغ بر 5 تریلیون دلار ) در این منطقه، یعنی نیویورک ونیوجرسی می‌باشد. علاوه بر این، بیش از 265,000 کسب‌وکار تحت تأثیر قرار گرفتند. در شهر نیویورک زیان‌های اقتصادی ناشی از علل مستقیم حدود 13.3 میلیارد دلار و علل غیرمستقیم حدود 5.7 میلیارد دلار برآورد شده است. نیوجرسی زیان‌های ناشی از طوفان به خانه‌ها، سیستم‌های حمل‌ونقل عمومی، زیرساخت‌ها، گردشگری و سواحل را به میزان 29.4 میلیارد دلار اعلام کرده است. زیان‌ها در پنسیلوانیا به حدود 19 میلیارد دلار و در دیگر ایالت ها هم  بالغ بر  15 میلیارد دلار برآورد شده که نتیجتا حجم مالی خسارات ناشی از این توفند عددی در حدود 97 میلیارد دلار می‌شود.

### خسارات غیر مستقیم
خسارات اقتصادی غیرمستقیم شامل قطع یا اختلال در  ارتباطات اقتصادی می‌باشد، به ویژه قطع امکانات حیاتی زیرساختی مانند برق یا حمل و نقل که می‌تواند اثرات ثانویه نیز  به همراه داشته باشد. بیشترین بخش خسارات غیرمستقیم به دلیل اختلال در  فعالیت های کسب و کارمیباشد که ناشی از  تخریب زیر ساخت ها، کاهش تولید و مختل شدن زنجیره تأمین است. با استفاده از مدل I-O خطی برای محاسبه اثرات غیرمستقیم، خسارات ناشی از قطع دو روزه کسب وکار ها  حدود 9.4 میلیارد تخمین زده می‌شود. البته، این تخمین دست بالا می‌باشد. با استفاده از رویکرد ورودی-خروجی، شرکت موودی آنالیتیکس حجم خالص خسارات را معادل 10.5 میلیارد دلار برای توفند سندی محاسبه نمود که این رقم برای تلفات غیرمستقیم به 19.9 میلیارد دلار می‌رسد.گرچه کاهشی در منابع بنزین وجود نداشت، اما قطع برق باعث اختلال در عملیات تخلیه سوخت در جایگاه ها شد که منجر به ایجاد صف‌های طولانی و محدودیت در  مصرف بنزین شد. منطقه شمال شرق که تحت تأثیر توفند سندی قرار گرفته بود، یکی از بزرگ‌ترین مناطق مصرف‌کننده بنزین میباشد اما از تولید کنندگان آن نیست. قبل از وقوع این حادثه، این منطقه با کاهش مداوم ذخایر بنزین مواجه بود زیرا وابستگی به واردات از خلیج مکزیک افزایش یافته بود، بنابراین از این حیث منطقه آسیب پذیری بود. کمبودهای محلی بنزین که در نتیجه کاهش عرضه و توزیع بود منجر به افزایش قیمت‌ خرده فروشی در منطقه‌ و باعث ظهور بازار سیاه آنلاین برای بنزین شده بود.

## صنایع آسیب دیده از توفند سندی

### صنایع تولیدی
شرکت‌های تولیدی بخش قابل توجهی از تعداد کسب‌وکارهایی که به دلیل طوفان مجبور به تعطیلی شدند را تشکیل می‌دهند. حدود۱۰٬۰۰۰ واحد تولیدی به طور مستقیم تحت تأثیر توفند سندی قرار گرفتند.

### صنعت بازی
کازینوهای آتلانتیک سیتی به دلیل تعطیلی‌های ناشی از توفند سندی، به طور تخمینی روزانه ۵ میلیون دلار ضرر می‌کردند. با این‌که بیشتر کازینوها و رستوران‌ها آسیب کمی دیده بودند، تعداد گردشگران به دلیل گزارش‌های نادرست رسانه ها مبنی بر اینکه پل چوبی آتلانتیک سیتی تخریب شده است کاهش یافته بود.

### صنعت حمل و نقل
تقریباً ۲۰ درصد از جابجایی کالاهای تجاری در هفته بعد از طوفان کاهش یافته بود و روزانه ۱۴۰ میلیون دلار خسارت میدید. با این حال، پیشبینی ها حاکی از متنفع شدن این صنعت بدلیل افزایش تقاضا برای خدمات حمل و نقل مصالح برای بازسازی خرابی های ناشی از توفند ساندی می‌باشد.

### مشاغل خرد
تنها در ایالت نیوجرسی، تقریباً ۱۹٬۰۰۰ کسب و کار کوچک آسیب‌هایی به ارزش ۲۵۰٬۰۰۰ دلار یا بیشتر را متحمل شدند و مجموع خسارت کسب و کارها نزدیک  ۸.۳ میلیارد دلار برآورد میشد، که حدود یک درصد از تولید ناخالص داخلی ایالت نیوجرسی در سال ۲۰۱۲ را تشکیل می‌داد. طی یک نظرسنجی از کسب و کارهای کوچک در نیویورک، نیوجرسی و کانکتیکات که توسط بیمه‌ هارتفورد انجام شد نشان میداد که بیش از ۸۰ درصد از کسب و کارهای کوچک تا دو هفته پس از طوفان بسته بودند.

### ماهیگیری
شهرها و شهرستان‌های ساحلی در نیویورک و نیوجرسی هر کدام به اندازه‌ای به فعالیت های صیادی وابسته هستند. اداره ملی اقیانوس شناسی NOAA) ) یک ارزیابی ۶۰ روزه از تأثیر توفند سندی بر جوامع ماهیگیری در نیویورک و نیوجرسی انجام داد که نتیجه گرفت که هر دو این ایالت‌ها با خسارات  قابل توجهی در بخش‌های ماهیگیری تجاری و تفریحی مواجه شده‌اند البته برای هر دو گروه تجاری و تفریحی، کشتی‌ها و تجهیزات بیمه بودند.
خسارات در نیوجرسی حدود ۱۰۵ میلیون دلار برای صیادی تفریحی و تقریباً ۱۴ میلیون دلار برای بخش تجاری برآورد شده است. در نیویورک، خسارت‌ها به بخش صیادی تفریحی حدود ۵۸ میلیون دلار و به بخش تجاری به مجموع ۱۹ میلیون دلار میرسید. بیشتر خسارات صنایع تبدیلی مواد غذایی به دلیل کاهش تولید آنها بود ؛ با این حال، این اختلالات کوتاهتر از آن بودند که درآمد پیشبینی شده آنها برای سال ۲۰۱۳ را تحت تأثیر قرار دهند.

### صنعت ساخت و ساز
بازسازی خرابی های طوفان سندی برای ایالت‌های نیویورک و نیوجرسی، شرکت‌های بیمه خصوصی و همچنین دولت فدرال هزینه‌بر بوده و هست. فرماندار ایالت نیوجرسی، کریس کریستی، هزینه تعمیر و بازسازی خسارات ناشی از  طوفان بر این ایالت را حدود ۳۶.۹ میلیارد دلار تخمین زده بود. به همین ترتیب، فرماندار نیویورک، اندرو کومو، هزینه تعمیر و بازسازی اثرات طوفان بر این ایالت را حدود ۴۲ میلیارد دلار تخمین زد. براساس قانون تخصیصات امدادی هنگام بحران، کنگره در ژانویه ۲۰۱۳ مبلغ ۵۰.۵ میلیارد دلار را برای کمک به دوازده ایالت و منطقه واشنگتن دی‌سی که تحت تأثیر طوفان قرار گرفته‌بودندتصویب کرد. یازده ماه پس از طوفان، تنها سهم کوچکی از این پول - ۵.۵ میلیارد دلار در نیوجرسی و ۷.۸ میلیارد دلار در نیویورک – به این ایالت‌ها تخصیص یافته بود، که بخش قابل توجهی از این بودجه دولتی در نیوجرسی و بیش از نیمی از این مبلغ در نیویورک به صورت وام‌ و کمک هزینه به افراد، خانواده‌ها، اجاره‌دهندگان، مالکان خانه‌ها و کسب‌وکارها پرداخت شد. در نیوجرسی، حدود ۳.۵ میلیارد دلار از کل بودجه صرف پرداخت‌های بیمه ملی سیلاب و وام‌ به افراد، خانواده‌ها، اجاره‌دهندگان، مالکان خانه‌ها و کسب‌وکارها شدکه این رقم در  در نیویورک به حدود ۳.۷ میلیارد می‌رسید.
صنعت ساخت و ساز در نیوجرسی پس از طوفان سندی رشد نسبتاً پایداری را داشت. میزان اشتغال در صنعت ساخت و ساز بین ماه‌ نوامبر ۲۰۱۲ و ژوئن ۲۰۱۳ به اندازه ۳.۸ درصد افزایش داشته و ۴٬۵۰۰ شغل ایجاد شده است. همچنین، میزان اشتغال در صنعت ساخت و ساز در نیویورک نیز پس از طوفان افزایش یافت. اشتغال در صنعت ساخت و ساز در نیویورک از نوامبر ۲۰۱۲ تا ژوئن ۲۰۱۳ به اندازه ۴.۷ درصد رشد داشته  و ۱۴٬۱۰۰ ایجاد شده است. در منطقه شهری آتلانتیک سیتی-همونتون از ژوئیه ۲۰۱۲ تا ژوئیه ۲۰۱۳ میزان اشتغال زایی در معدن‌کاری، برش‌درختان و ساخت و ساز  حدود ۲۶ درصدرشد داشته اسست اما میزان این رشد از  ژوئیه ۲۰۱۲ کاهش یافته و به عدد۴٬۳۰۰ می‌رسد. در منطقه ادیسون-نیوبرانزویک میزان  اشتغال در صنعت ساخت و ساز به ۳۷٬۷۰۰ نفر در بخش های معدن‌کاری، چوب بری و ساخت و ساز رسید که  با کاهش ۲.۷ درصدی در ژوئیه ۲۰۱۳، روبرو شد. به طور کلی، افزایش استغال در مناطق شهری در نیوجرسی بالغ بر ۴٬۱۰۰ شغل در معدن‌کاری، برش‌درختان و ساخت و ساز از ژوئیه ۲۰۱۲ تا ژوئیه ۲۰۱۳ بود که تا حدودی با داده‌های فصلی مبنی بر افزایش ۴٬۵۰۰ نفری اشتغال از نوامبر ۲۰۱۲ تا ژوئن ۲۰۱۳ مطابقت داشت.
در نیوجرسی، هزینه‌های ساخت و ساز جدید عددی بالغ بر ۲۹.۵ میلیارد دلار بود که منجر به ایجاد ۲۹۵٬۰۲۰ شغل جدید می‌شود که البته ۱۲٬۰۰۲ شغل یا ۹۰ درصد شغل‌های حرفه‌ای از آن کم شده است. میزان اشتغالزایی در نیوجرسی حدود ۲۸۱٬۱۳۱ شغل تخمین زده میشود که۲۱۸٬۰۰۰ شغل در زمینه ساخت و ساز و بقیه در زمینه صنایع مرتبط با آن می‌باشد. بر اساس تحلیل ها هزینه‌های ساخت و ساز به مبلغ ۴۱.۹ میلیارد دلار می‌تواند منجر اشتغالزایی ۳۶۴٬۰۹۷ نفری شود که در این تحلیل متخصصان فرض کرده‌اند که ۹۰ درصد از شغل‌های حرفه‌ای و علمی مرتبط با بازسازی توسط بخش دولتی انجام خواهد شد. میزان اشتغالزایی مستقیم بخش ساخت و ساز در نیوجرسی  عددی در حدود ۳۰۰٬۰۰۰ شغل می‌باشد.

### صنعت گردشگری
صنعت گردشگری یکی از محرک های  مهم رشد اقتصاد در نیوجرسی است.میزان درآمدزایی از این صنعت در سال ۲۰۱۲ تقریباً ۳۸ میلیارد است که از بالترین میزان درآمدزایی  پیش از رکود پیشی گرفت. پیش از طوفان سندی در سال ۲۰۱۲، بیش از ۵۰۰٬۰۰۰ نفر در صنعت گردشگری و صنایع وابسته در  نیوجرسی مشغول به کار بودند.حجم اقتصاد گردشگری حدود ۳۴٫۷ میلیارد دلار یا ۷٪ از کل اقتصاد ایالت تخمین زده میشد که باعث درآمدزایی ۴٫۵ میلیارد دلاری دولت از طریق دریافت مالیات میشد. پس از طوفان سندی،برق  بیش از دو میلیون خانوار در این ایالت قطع شده  و ۳۴۶٬۰۰۰ خانه آسیب دیده یا تخریب شده بودند. بسته شدن کازینوها برای چند روز، منجر به کاهش ۲۸ درصدی درآمدآنها در ماه نوامبر شد. طبق برآورد دانشگاه راتگرز صنعت گردشگری در ایالت نیوجرسی تا سه ماهه  سوم سال2013 مبلغ۹۵۰ میلیون در اثر وقوع طوفان سندی ضرر میکندکه این یعنی درامد حاصل از گردشگری این ایالت  ۳۷ میلیارد دلار خواهد شد. بر اساس تغییرات در تعداد افراد شاغل در اماکن اقامتی ، خدماتی و اغذیه در سراسر نیوجرسی قابل صرفه نظر کردن است. میزان خسارات در این صنعت با در نظر گرفتن تأثیرات طوفان در سراسر منطقه به بیش از ۱٫۲ میلیارد دلار میرسد. میزان بیکاری مستقیم و غیرمستقیم ناشی از طوفان سندی در بخش گردشگری حدود ۱۱٬۲۸۷ نفر تخمین زده شده است. میزان بیکاری در صنایع دیگر (صنایع غیرمستقیم) بدلیل کاهش گردشگر  شامل خدمات مدیریت اداری و مدیریت پسماند (۴۳۸ شغل)، خدمات حرفه‌ای و فنی (۲۹۸ شغل) و املاک و مستغلات (۱۷۹ شغل)می‌باشد.
قطع برق، سیل و آسیب‌ به مستغلات در نیویورک و لانگ آیلند بصورت گسترده‌ای رخ داده بود غلی الخصوص در  جنوب منهتن و منطقه راکاویز که  ویران شده بودند مانند تعداد زیادی از ساختمان‌ها در لانگ آیلند. بر اساس آمارهای ارائه شده توسط اقتصاد گردشگری، در سال ۲۰۱۲، گردشگری بیش از ۳۷ میلیارد دلار برای شهر نیویورک درآمدزایی داشته و ۳۶۰٬۵۹۹ شغل یا ۹٫۷ درصد از کل مشاغل شهر نیویورک در ارتباط با گردشگریست. حجم اقتصاد گردشگری در لانگ آیلند ۵٫۱ میلیارد دلار است که ۷۴٬۱۲۸ نفر یا ۶٫۲ درصد از کل مشاغل لانگ آیلند در ارتباط با این صنعت است. تقریباً ۱۰۰ هتل به مدت ۲-۳ روز تحت تاثیر سیل و قطع برق قرار گرفته بودند. البته نیویورک بیشتر این خسارت ها را در ژوئن جبران کرده و طبق برآورد ها وقوع این طوفان تاثیر چندانی بر صنعت گردشگری در لانگ آیلند هم داشت به طوری که میزان درآمد حاصله از گردشگران در سال ۲۰۱۲، ۶٫۳ درصد افزایش یافت.

### صنعت بیمه
در مجموع با احتساب خسارات غیرمستقیم ، زیان اقتصادی ناشی از این توفند در حدود ۱۰۰ میلیارد دلار برآورد میشود. پیش‌بینی میشد که توفند سندی درصورت تامین منابع لازم برای تعمیر آسیب‌ دیدگی های گسترده طوفان ، تأثیرات چندانی بر اقتصاد کلان ایالتی نخواهد گذاشت. بیمه ها مجبور به  پرداخت بیش از ۱۸٫۷۵ میلیارد دلار شدند که این بجز پرداخت های فدرال برای بیمه سیل بود.این حجم پرداخت بیمه ها ، توفند سندی را به سومین فاجعه بزرگ برای صنعت بیمه در ایالات متحده بدل کرد. از جمله این پرداخت ها، جبران ضررهای تجاری به ارزش ۸٫۹۳ میلیارد دلار، ضررهای شخصی ۷٫۱۱ میلیارد دلار و پرداخت خسارات خودرو های آسیب دیده به ارزش ۲٫۷۲ میلیارد دلار بودند. با فرض اینکه تخمین کلی از آسیب‌ها ۵۴٫۷ میلیارد دلار است، تقریباً ۵۰٪ از این خسارات بیمه شده بودند، با این وجود این نسبت زمانی که تخمین های بالاتر (که شامل آسیب‌های غیرمستقیم هستند) در نظر گرفته می‌شود کاهش میابد و کمتر از 50 درصد میشود. حدود ۱٫۵۸ میلیون دعوی مرتبط با خسارات سندی ثبت شده است که اکثراً توسط مالکان خانه ها میباشد. با پرداخت ۹٫۶۵ میلیارد دلار در نیوجرسی و ۶٫۳ میلیارد دلار در نیویورک ،این دو ایالت باعث بخش بزرگی ازضرر بیمه ها بودند.

### اثرات بر بازار‌های مالی
آخرین باری که این بورس بدلیل شرایط آب و هوایی بسته شده بود به سال 1888 بازمیگردد اما قطع برق و سیل در منطقه، باعث تعطیلی بورس اوراق بهادار نیویورک و سایر بازارهای مالی را در 29 و 30 اکتبر شد. یک هفته بعد، انجمن ملی کمیساریای بیمه دفتر بازارهای سرمایه به افزایش اندکی در بازار (0.8٪) اشاره کرد و بیان کرد که تاثیر منفی اقتصادی طوفان سندی با اثرات مثبت مورد ناشی از بازسازی جبران شده است. 

## تاثیر بر زیر ساخت‌ها
تخریب زیرساخت‌ها در نتیجه توفند سندی، ده‌ها میلیارد دلار بر ایالت‌ها، از جمله نیویورک و نیوجرسی، تأثیر گذاشته است.شرکت EQECAT براورد کرده است که مناطق تحت تاثیر بین 30 تا 50 میلیارد دلار در فعالیت اقتصادی ضربه دیده‌اند. قطع برق گسترده، کمبود سوخت مایع و مختل شدن سیستم حمل و نقل منطقه  از جمله عوامل زیان اقتصادی بوده اند.

### انرژی
سیستم‌های انرژی به عنوان یکی از مهم‌ترین زیرساخت‌هابه شمار می‌روند زیرا آن‌ها در حفظ سیستم‌های اجتماعی و اقتصادی از اهمیت ویژه‌ای برخوردارند. برق حدود ۲۱.۳ میلیون نفر (۸.۷ میلیون مشترک) طی طوفان سندی در ۲۹ و ۳۰ اکتبر قطع شد. قطعی برق در ۲۱ ایالت از غرب ایندیانا  تا شمال مین امتداد داشت و ساکنان برخی از پرجمعیت‌ترین شهرهای آمریکا، از جمله نیویورک (بخصوص بخش پایین منهتن) را تحت تأثیر قرار داد. یک هفته پس از طوفان، ۸۴٪ از سیستم انرژی بازسازی و بازیابی شده بود. ۱۳ روز طول کشید تا شرکت‌های خدمات انرژی تأمین برق را برای ۹۵٪ از مشتریان دوباره بازیابی کنند.
خرابی در خطوط گاز نیز باعث آتش سوزی در بسیاری از مکان ها و انفجار و تخریب تعداد زیادی از بخش های مسکونی شده است. بدلیل اختلال در حمل و نقل مردم و مشکلات آنها در دسترسی و استفاده از وسایل نقلیه مکان یابی برای ارائه گاز و سوخت دیزل هم از دیگر مشکلات بود. کمبود سوخت مقامات واکنش و بازیابی را درگیر خود کرده بود. بنابراین، ژنراتورهای قابل حمل بلااستفاده ماندند و در نتیجه صف‌های طولانی در جایگاه‌های سوخت‌رسانی ایجاد شد، در حالی که افراد نمی‌توانستند جایگاه‌های عملیاتی را از جایگاه های از کار افتاده تشخیص بدهند.

### ارتباطات
زیرساخت های مخابراتی به شدت مختل شد و میلیون ها نفر و هزاران کسب و کار را تحت تاثیر قرار داد و اقتصاد یکی از بزرگترین شهرهای جهان را به تلاطم انداخت. کمیسیون ارتباطات فدرال (FCC) اعلام کرد که تقریباً 25 درصد از دکل های تلفن همراه در 10 ایالت در اوج طوفان از کار افتاده بودند.

### زیرساخت سبز
توفند سندی باعث فرسایش سواحل و تپه‌های شنی و آبشستگی در امتداد سواحل نیوانگلند تا فلوریدا شد. سیل در امتداد ساحل فرسایش قابل توجهی در زیرساخت های طبیعی و زیستگاه های تالابی ایجاد کرد و باعث تخریب یا فرسایش تپه های شنی ساحلی و تخریب دریاچه های ساحلی گشت. چندین خط مترو که گرفتار سیل ناشی از توفند سندی شده بودند ، در نهایت به تعمیر خوردگی آب شور نیاز داشتند.

### حمل و نقل
در طول تاریخ آمریکا، این کشور شاهد فاجعه ای بدتر از زمان وقوع سندی برای سیستم های حمل و نقل عمومی، از جمله اتوبوس، مترو، و راه آهن شهری نبوده است. صبح پس از وقوع طوفان، در 30 اکتبر 2012، بیش از نیمی از مسافران روزانه حمل و نقل عمومی کشور به دلیل اختلال در سرویس حمل و نقل قادر به تردد نبودند. سیستم متروی شهر نیویورک دو روز قبل از طوفان به دلیل اقدامات احتیاطی بسته شد و تا 1 نوامبر بسته بود. در این مدت کوتاه، یکی از بزرگترین مراکز مالی جهان با ترافیک بسیار زیادی مواجه شد. افرادی که توانستند به محل کار خود برسند، رفت و آمدهای چند ساعته را تجربه کردند.هشت تونل متروی نیویورک به دلیل نفوذ آب دریا که از طریق تونل بروکلین-باتری جریان داشت، زیر آب رفت و بر سیستم های حمل و نقل مختلف در سراسر منطقه  تحت تأثیر قرار داد.

### سیستم‌های مدیریت آب و فاضلاب
به دلیل سیل و قطع برق در تأسیسات تصفیه فاضلاب در سراسر سواحل میانی اقیانوس اطلس خرابی و خسارات زیادی رخ داد. آبراه ها با میلیاردها گالن فاضلاب تصفیه نشده و نیمه تصفیه شده پر شدند که بر سلامت مردم و همچنین زیستگاه های اقیانوسی و دیگر منابع مهم تأثیر منفی گذاشت. همچنین نگرانی دیگر در زمینه  بهداشت عمومی که در زمینه  خطر پر شدن آب آلوده در لوله‌ها و چاه‌هایی که آب آشامیدنی بخش‌های وسیعی از منطقه را تامین می‌کردند بود. شرکت های بزرگ آبرسانی با قطع برق مواجه شدند که توانایی آنها را برای تامین آب آشامیدنی سالم مختل کرد. توصیه‌هایی باید به بسیاری از مناطق نیویورک و نیوجرسی ارسال می‌شد تا به مشتریان درباره احتمال آلودگی آب هشدار دهند. البته استفاده از این هشدار دهنده ها تا زمانی بود که ثابت شد هیچ یک از منابع آب آلوده نبوده و پتانسیل هیچ گونه عوارض بدی را ندارد.

### مراکز پزشکی
برخی بیمارستان های شهر نیویورک و سایر امکانات پزشکی از جمله مرکز پزشکی بلیو در نتیجه سیل ناشی از طوفان تعطیل شدند. در بسیاری از بخش‌های بیمارستان‌ها، آسیب‌های قابل‌توجهی به تجهیزات تحقیقاتی، پزشکی و الکتریکی وارد شد که برای سهولت دسترسی در طبقات پایین‌تر قرار داشتند. در نیوجرسی نیز ، تأسیسات پزشکی به شدت آسیب دیدند. . در مجموع، بیمارستان‌های این ایالت حدود 68 میلیون دلار خسارت دیدند. شهرستان هادسون مجبور شد به دلیل خسارات گسترده طوفان تعطیل شود. طوفان سندی همچنین باعث شد که مدارس بلافاصله پس از طوفان به طور متوسط حدود یک هفته تعطیل شوند. در طول دوره تعطیلی، مدارس تلاش کردند تا بخش الکتریکی مدارس را بازیابی کنند.

## آتش سوزی
دلیل اصلی آتش سوزی های پس از طوفان معمولاً ناشی از آسیب در سیستم برق و پارگی کابل ها است که در اثر وزش تندباد های شدید می‌باشد. در یک حریق در منطقه بریزی پوینت، کوئینز، در نیویورک در طی طوفان سندی، ۱۱۱ خانه نابود شد و ۲۰ خانه آسیب دید. به طور کلی، آسیب این آتش سوزی ها در نیویورک عددی بالغ بر 60 میلیون دلار برآورد شده است.

## سایر اثرات
در ساختمان‌های مسکونی و اداری مرتفع، آسیب آسانسور‌ها یک مشکل جدی برای افراد معلول یا سالمند بود که نمی‌توانستند از پله‌ها استفاده کنند. مشکلاتی از جمله کمبود آب و غذا، مسمومیت غذایی ناشی از خرابی یخچال ها، شیوع بیماری از سامانه‌های فاضلاب/تأمین آب شرب آسیب دیده و اختلال در مراقبت‌های بهداشتی می‌توانند از اثرات غیر مستقیم اما جدی محسوب شوند.

## نگارخانه

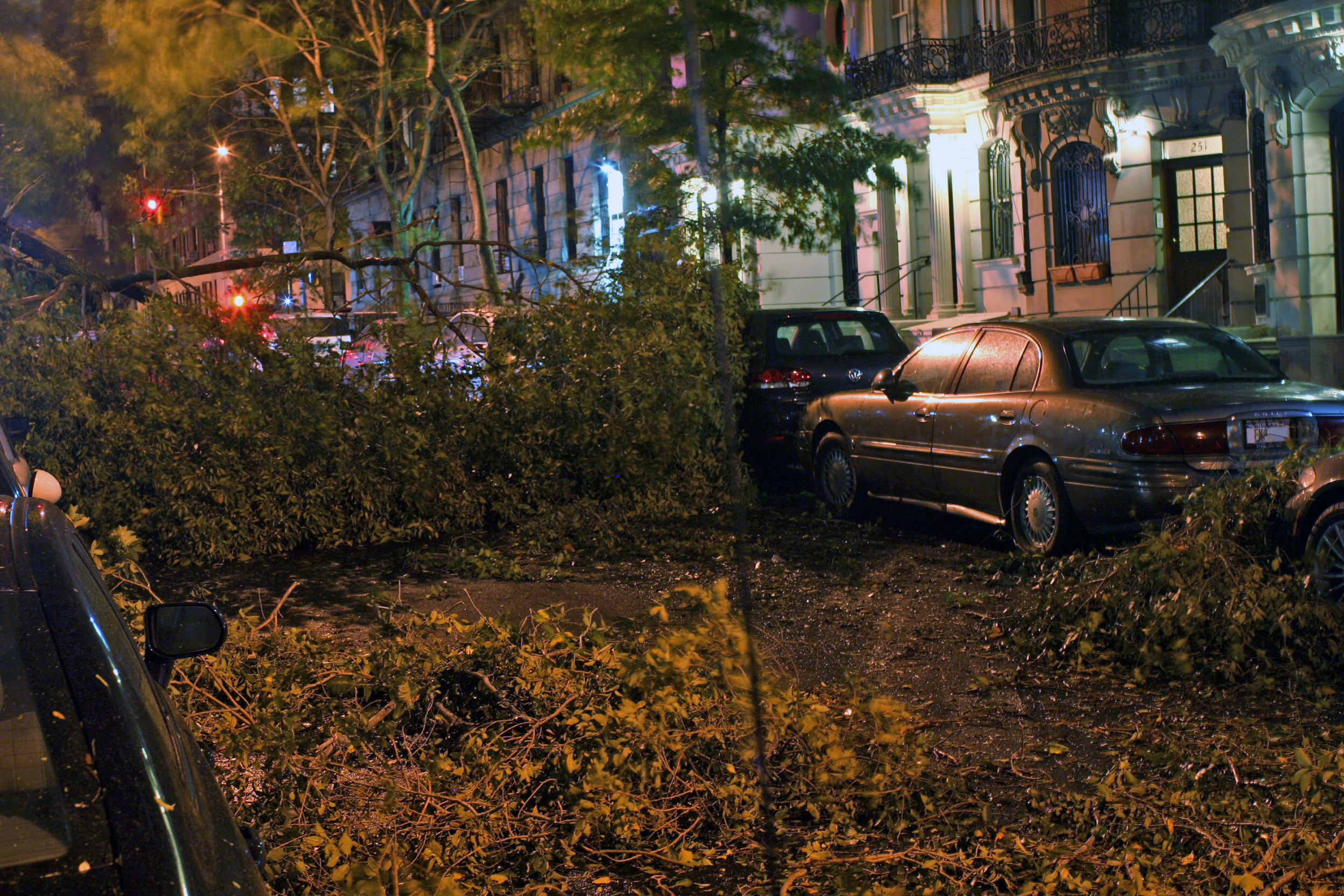
بخشی از ویرانی‌ها (در شهر نیویوک).
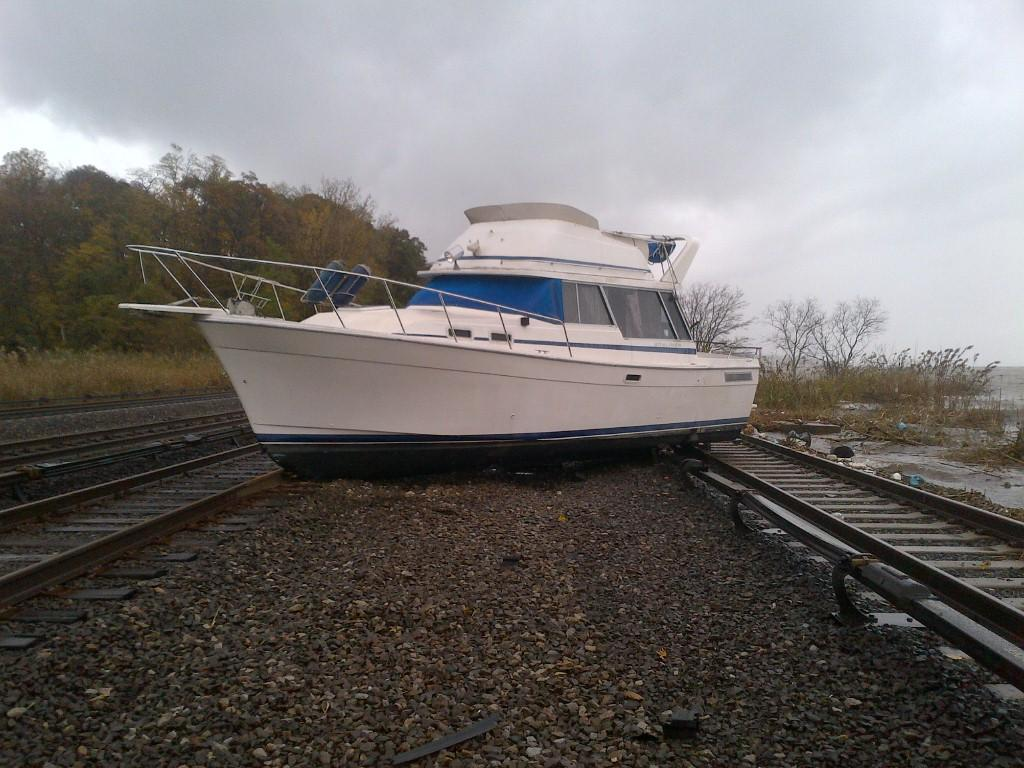
قایقی که آب با خود از رودخانه هادسن آورده.
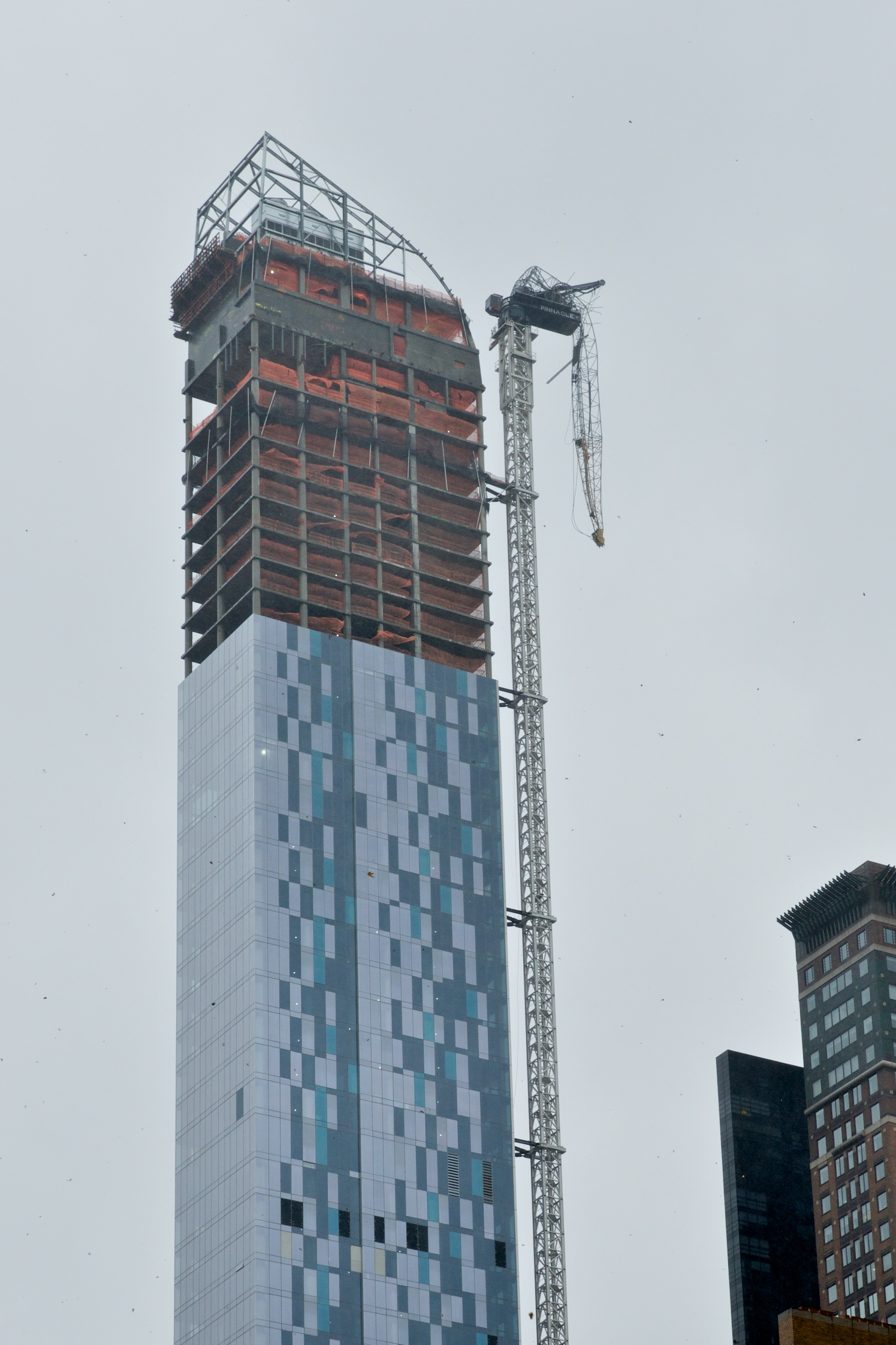
جرثقیلی که برای ساخت آسمانخراشی در نیویورک استفاده می‌شد شکست و نیروهای امدادی تمام ساکنان ساختمان‌های مجاور را تخلیه نمودند.
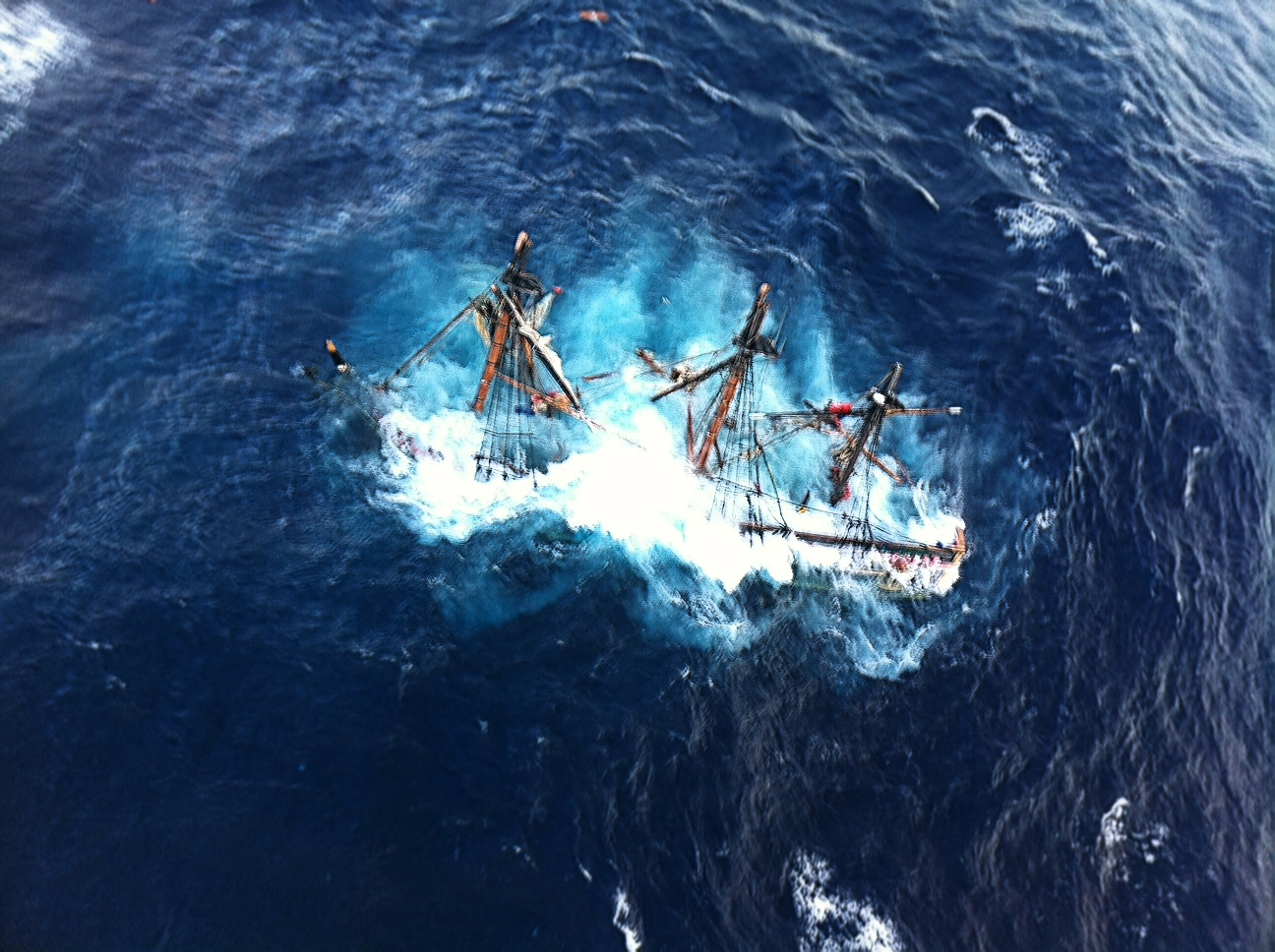
کشتی که در اقیانوس اطلس در هم شکست. ۱۴ تن از ۱۶ سرنشین و خدمه کشتی توسط گارد ساحلی نجات یافت.